# Anton Door
Anton Door, född 20 juni 1833, död 7 november 1919, var en österrikisk pianist.
Door utbildades under bland andra Carl Czerny och var pianolärare i Moskva samt 1869-1901 professor vid konservatoriet i Wien. Door gästade under sina konsertresor även Stockholm, första gången 1857, där hans kammarmusikaliska soaréer blev av viss betydelse för musiklivet.